# 조선혁명군정부
조선혁명군(朝鮮革命軍)은 1929년 5월 만주 길림시 우마행호동(牛馬行胡洞) 거리의 국민부(國民府) 사무소에서 항일투쟁의 지도자들이 모인 가운데, 남만주일대의 유일혁명군정부인 국민부의 정규군으로 편성되었다. 이후 국민부를 지지, 육성하기 위해 조직된 조선혁명당 산하로 이관되었다.
1934년 11월 조선혁명당이 유명무실화되자, 행정조직인 국민부와 군사조직인 조선혁명군(朝鮮革命軍)을 통합하여 조선혁명군정부가 수립되었다.
한편 1930년에서 1934년 사이 북만주에서는 한국독립당 예하의 한국독립군이 활동하였다.

## 조선혁명군 성립
조선혁명군(朝鮮革命軍)은 처음에는 국민부 산하의 독립군이었다.
1929년 9월 국민부 중앙의회에서 독립군을 민족유일당조직동맹(民族唯一黨組織同盟) 소속으로 이관키로 결정함에 따라 지휘부가 변경되었다.
1. 民衆自衛團-동변도지구의 첫번째 中韓연합항일武裝
1) 배 경
9·18 사변 이후 민중자위단은 新賓(興京)縣 旺淸門에서 성립되었다. 이 항일무장의
형성은 아래와 같은 몇가지 원인에 의하여 형성되었다.
- 첫째, 왕청문 일대는 한인교포가 집거하고 있었는데, 이 구역의 20여 개 자연촌의

통계에 의하면 당시 거주한 거민 총인수가 20,000인이었는데 그 속에 조선족이
10,000여 인 있었다. 약 절반을 차지했다.
- 둘째, 왕청문 일대는 한인교포 독립 운동단체 ‘國民府’·‘朝鮮革命黨’과 ‘朝鮮革命軍’

總部 기관의 소재지이며 南滿한인교포 독립운동 영도자의 소재지이며 또한 중요한
근거지였다. 1929년 5월 28일, 원래 있던 한인조직 ‘正義府’·‘參議府’·‘新民府’가 ‘國民府’로 연합되어, 玄益哲이 중앙집행위원회 위원장직을 담임하였고, 동시에 성립된 ‘朝
鮮革命黨’은 李孝源이 主席을 담임하였고 ‘朝鮮革命軍’ 司令部가 성립되어 李雄이 사
령관을 담임하였다. 
상술된 黨·政·軍 세 총부는 모두 왕청문에 설치되어 있었다. 이후에 세 총부의 영도자가 비록 감옥에 붙잡혀 들어가는 등 원인에 변동이 있었지만 왕청문이 영도기관 소재지로서의 위치는 변동이 없었다. 1)
- 1)《王化一日記》(1932년 11월 29일 ; 王駒·邵宇春, 《東北抗日民衆救國會》, 遼寧大學出版社,

1991·3 所收).- 204 - 
- 1929년 2월 5일. 남경국민정부 명령에 봉천성을 요녕성으로 고쳤음.

```
 조선혁명군 총사령부에 속하는(국민부) 7개 중대의 분포정황은 아래와 같다.
```

- 제1중대 : 신빈현 왕청문에 있는 韓人 李能作의 집을 거점으로 하여 隊長 張都白 외 전사가 20명 있었다. 세력범위는 왕청문 부근이었다.

- 제2중대 : 본계·무순 두 현 변경지구를 근거지로 하고 대장 金文 외 전사가 20명, 세력범위는 본계·무순 변경이었다.

- 제3중대 : 輯安(지금의 길림성 集安)현의 五沙溝를 근거지로 하고 대장 梁建化 외 전사 20명, 집안현 경내를 활동범위로 하였다.

- 제4중대 : 通化縣快大帽子를 근거지로 하고 대장 權太枝 외 전사가 20명, 통화현 경내를 활동범위로 하였다.

- 제5중대 : 신빈현 永陵街를 근거지로 하고 대장 梁瑞奉 외 전사가 20명, 신빈현 영릉가 부근을 세력범위로 하였다.

- 제6중대 : 환인현 南北甸子를 근거지로 하고 대장 劉光訖 외 전사가 약 20명, 환인현을 세력범위로 하였다.

- 제7중대 : 신빈현 新賓堡南街 永新商會를 근거지로 하고 대장 黃局淸 외 전사가 약 15명, 新賓堡를 세력범위로 하였다.

상술된 각 중대에 구비된 무기 정황은 모두 보총 60자루, 매자루에 총알이 약 50알, 권총이 백 자루, 매 자루에 총알이 약 80알, 기타 작은 권총이 150자루, 매 자루에 총알이 10알 등이다. 그 밖에 변복대가 4개조 있었는데 작탄이 20개 이상 구비되었다. 상술된 7개의 중대에서 3개가 신빈현 경내에서 활동하였고 나머지 4개 중대도 신빈 부근에서 활동하였다. 
상술된 정황에 의하여 遼寧省交涉署의 公文에는 “遼寧省내의 鮮匪는 본래 新賓縣 旺淸門에 根據를 두고 있다”라고 쓰여져 있었다.
- 셋째, 왕청문지구 애국 官紳의 韓僑 독립운동에 대한 支持를 들 수 있다.

본세기 20년대 초기부터 동맹회회원, 신해혁명 志士, 신빈현 왕청문구구장, 신빈현
參議員, 王彤軒(號 紫宸)이 당지의 한인교포 반일활동에 매우 큰 지지와 동정을 주었
다. 
그래서 奉天 張軍閥이 내린 〈取締韓人辦法綱要〉 등 법령·규정이 장기적으로 효
과 좋게 관철되지 못하였고 한교 독립단체와 영도자들의 활동은 일정하게 보호를 받
았다. 王彤軒은 또 新賓縣현장, 경찰국장 등 지방 관신들에게 한교 독립운동과 중국
과의 利害관계를 선전하였다. 그는 한인의 반일 활동은 근본적으로 놓고 말하면 중
국의 이익과 일치되는 것이며 지방정권의 안전에 위험을 주지 않는다 라고 지적하였
다. 
그의 영향아래 신빈현의 많은 官紳들은 한교 반일활동을 取締하는 일에 관하여
본척만척 하는 태도를 취하였다. 그 밖에 한국독립 운동 영도자들과 친밀한 벗으로
된 사람이 오히려 많았다. 2)
2)《遼寧省交涉署公文 第88號》(民國 19년 5월 3일) 요녕성 문서관 소장.
```
국민부 1929년 5월 28일 중앙집행위원회를 구성하고 중앙집행위원회의 위원을 결정하였는데, 당시 선임된 간부 명단을 보면 다음과 같다.
```

중앙집행위원장 현익철(玄益哲)
민사위원장 김이대 경제위원장 장승언(張承彦)
외교위원장 최동오(崔東旿) 군사위원장 이웅(李雄)
교육위원장 고이허(高而虛) 법무위원장 현정경
교통위원장 김돈(金敦)
중앙집행위원 김진호(金鎭浩)·심용준·이일세(李一世)·이동림(李東林)·
황기룡(黃起龍)·고활신
사령관 이웅
1중대장 양세봉(梁世奉), 2중대장 윤환(尹桓), 3중대장 이태형(李泰馨),
4중대장 김창헌(金昌憲), 5중대장 장철호(張喆鎬), 6중대장 안홍(安鴻),
7중대장 차용륙(車龍陸), 8중대장 김보국(金保國),
중앙호위대장 문시영(文時映) 등이었다. (공훈사료관)                          
그해 12월 민족유일당조직동맹이 조선혁명당(朝鮮革命黨)으로 개편되어 독립군은 그에 소속되었는데, 조선혁명당은 산하 독립군을 ‘조선혁명군’으로 독립시켰다.

## 조선혁명군 편성
혁명군의 모체는 정의부(正義府) 소속 의용군 6개 부대였으며, 여기에 새로이 20개 부대를 증편한 것이다. 처음에는 10개대로 편성하여 각 지방에 주둔시켰다.
- 제1대장 이동훈(李東勳) 관동(寬東), 관서(寬西) 지방
- 제2대장 장철호(張喆鎬) 화남(化南), 화동(化東) 지방
- 제3대장 유광흘(柳光屹) 집동(輯東), 집서(輯西) 지방
- 제4대장 이윤환(李允煥) 환인(桓仁), 무본(撫本), 흥경(興京) 지방
- 제5대장 양세봉(梁世奉) 집서의 일부 통남(通南) 지방
- 제6대장 김문거(金文據) 유하(柳河), 해원(海原) 지방
- 제7대장 조웅걸(趙雄杰) 화전(樺甸), 무송(撫松), 반석(磐石) 지방
- 제8대장 권영조(權永祚) 길액(吉額), 오상(五常), 안도(安圖) 지방
- 제9대장 안붕(安鵬) 길림(吉林), 길서(吉西), 회덕(懷德) 지방 : 후임 이종락(李鍾洛)
- 제10대장 김경근(金敬勤) 장백(長白), 임강(臨江) 지방 3)

1929년 12월 조선혁명군으로 독립되었을 때, 혁명군의 지도기관으로 각 대에서 대표자를 선출하여 군사위원회를 조직하였으며 위원수는 14명으로 한다, 군사위원회는 책임자 3명으로 선출하여 그명칭은 총사령.부사령.참모장으로 한다.총사령관에 이진탁(李振卓), 부사령관에 양세봉, 참모장에 이웅(李雄)을 선임하였고, 기존의 10개대를 7개대로 편성하였다.
- 제1대 관동현-관시현
- 제2대 환인현-집안현
- 제3대 통화현-임강현
- 제4대 유하현-신빈현
- 제5대 해원현-무순현
- 제6대 개원현-반석현
- 제7대 동만지방(東滿地方)

혁명군인은 軍規를 엄수하고 군대 책임자의 성명은 물론 군사행동에 대해서는 절대비밀을 엄수한다.
조선혁명군은 군사위원회의 지도하에 1개의 중대를 기본으로 삼았다. 1개 중대는 3개의 소대로하며 "현재 8개 중대가 있으므로" 각 중대는 각 각 3개 방면으로 나누어 활동하였다. 각 중대별 배치는 다음과 같다. 
- 제1방면 신빈현-유하현 제3중대장 金德海(김덕해)-제7중대장 崔允龜(최윤구)
- 제2방면 통화현-집안현 제1중대장 崔  峰(최  봉)-제2중대장 趙化善(조화선)
- 제3방면 관전현-환인현 제4중대장 金京根(김경근)-제8중대장 金昌善(김창선)-제6중대장 張明道-(국민부 공안대 임시 편성)이며 제5중대는 유격은 길림 방면으로 정하였다.주석11

이로써 조선혁명군이 당시 남만지역 대부분을 관할지역으로 삼고 있었음을 확인할 수 있다.
- 1929년 흥경현을-신빈현으로 변경되어 본문에서 신빈현으로 통칭하였다.
- 4)王明哲[他山之石]朝鮮革命黨[賨][附表]行健句刊 第52期 14쪽

1930년 8월 8일 중앙집행위원회는 조선혁명군을 중대제(中隊制)로 개편하였다.
- 제1~5중대장 김보안(金輔安), 양세봉, 이윤환, 김문거, 이종락(李鍾洛)

### 조선혁명군 길흑별동대
조선혁명당과 조선혁명군 내부에 사회주의자가 많이 침투해 있었는데, 사회주의자들은 1930년 8월 조선혁명당 대표회의 때 탈퇴하였으며, 특히 조선혁명군의 제5중대장 이종락도 이들에 동조, 이탈하여 길림과 아무르강(흑룡강) 지방을 근거로 ‘조선혁명군 길강지휘부(朝鮮革命軍 吉江指揮部)’를 설치하여 공산주의 혁명운동을 전개하였다. 이렇게 되자 국민부는 흑룡강과 길림지방의 기반을 확보하기 위하여 1930년 8월 당지에 길흑특별위원회(吉黑特別委員會)를 설치하고, 조선혁명군(朝鮮革命軍) 길흑별동대(吉黑別動隊)를 파견하였다. 별동대장 문학빈(文學彬)은 동년 9월 5일 흥경(興京)으로부터 길림에 왔다.
(1) 국민부 길흑특별위원회
- 집행위원장 김이대(金履大)
- 위원 김동원(金東園), 김구(金球), 김영일(金永一), 이종대(李鍾岱), 박일파(朴一波), 김강포(金剛包)

(2) 조선혁명군 길흑별동대
- 별동대장 문학빈(文學彬)
- 제1~3소대장 문시현(文時鉉), 김현우(金玄宇), 현지근(玄智根)

## 조선혁명군 활동

### 한중연합작전 추진
북만주에서 한국독립군이 중국군과 연합군을 편성하여 항일전투를 전개하는 동안 남만주에서는 조선혁명당 예하의 조선혁명군이 별도로 한·중연합으로 작전을 수립하고 항일전을 전개하였다.
1931년 일제가 9·18사변을 일으키자 조선혁명당은 한·중연합전선을 구축할 필요성을 절감하고 김학규(金學奎)·김이대(金履大)를 당대표로 하여 중국 당국과 협의하였다.
양인은 심양으로 가서 중국국민외교협회(中國國民外交協會) 및 중국 민간지도자들과 접촉하여 협의하였다. 주로 논의된 사항은 재만한인의 국적문제와 함께 한·중 양민족의 연합항일문제였다.
조선혁명당 중앙집행위원장 현익철(玄益哲)이 이 논의를 구체화, 「동성한교정세(東省韓僑情勢)」와 「중한양민족합작의견서(中韓兩民族合作意見書)」를 만들어 중국당국에 보내었는데, 이에 대하여 중국 측은 열렬히 찬동하였다. 그러나 이 연합작전이 구체화되기 전에 현익철이 일경에 체포됨으로써 협의는 중단되었다. 더우기 1931년 12월 조선혁명당과 혁명군 간부들이 신빈현(新賓縣)에서 간부회의를 개최할 때 일군경의 기습을 받아 회의장에 있던 30여 명의 간부 중 이호원(李浩源), 김관웅(金寬雄), 이종건(李鍾建), 장세용(張世湧), 박치화(朴致化), 이규성(李奎星) 등 중요간부 10여 명이 체포되는 치명적 타격을 받아 연합작전을 추진하지 못하였다.
그런 와중에도 양기하(梁基假), 양세봉(梁世鳳), 고이허(高而虛) 등 중견간부들은 동요하지 않고 대원들을 규합하여 혈전태세를 유지하였다.
1931년 2월 상순 싱징(興京)에 조선혁명군(朝鮮革命軍) 제2중대가 주둔하였다. 일본군은 이들을 공격하여 중대장 전운학(田雲鶴)을 체포하였다. 당시 최윤구는 소대장으로서 부대를 지휘하여 일본군과 전투를 벌였다.
1932년 1월 신빈현(新賓縣) 하북(河北)에서 조선혁명당(朝鮮革命黨)·국민부(國民府)·조선혁명군 중요 간부들이 회의를 진행하였는데, 통화일본영사관 경찰이 출동하여 독립운동가들을 대거 붙잡았다. 위 내용과 같이 이를 신빈사건이라 한다. 신빈사건 이후 조선혁명군에서는 조직 개편을 단행하였다.
1932년 2월 관전현(寬甸縣)에 주둔 중이던 조선혁명군 양기하부대가 평북 초산(楚山)의 일본경찰대와 만주군 연합부대의 기습을 받아 양기하는 격전 끝에 전사하였다. 이후 혁명군 총사령관에는 양세봉이 선임되어 부대를 지휘하였다. 5)

### 한중연합작전의 성립

#### 1932년영릉가 전투
1932년 3월 11일 혁명군 총사령관 양세봉은 참모장 김학규와 중대장 조화선(趙化善), 최윤구(崔允龜), 정봉길(鄭鳳吉)이 지휘하는 3개 중대병력을 거느리고 중국의용군(中國義勇軍) 왕동헌(王彤軒), 양석복(梁錫福)부대와 합세하여 신빈 왕청문에서 무순(撫順) 천금채(千金寨)로 향하여 진군하다가 12일 신빈 남쪽의 두령지(陡嶺地)에 도착, 야영하였다. 이때 이 정보를 탐지한 신빈현성을 수비하던 일본군이 중무기로 무장하고 주변 고지를 점령한 후 혁명군의 전력을 과소평가하고 박격포 기관총 등으로 맹공을 하였다.
주변지리에 익숙한 혁명군은 교전 1시간 만에 일본군이 장악했던 주변고지를 탈환하고 맹공격을 가함으로써 일본군을 격퇴하였다. 돌격전을 감행하는 혁명군의 기세에 일본군이 퇴각하자 혁명군은 계속 일군을 추격하여 30여 리에 위치한 신빈성(현재 무순시 신빈만족자치현 영릉진) 서쪽에 영릉가성(永陵街城)을 점령하였고, 다시 추격전을 감행하여 상협하(上夾河)를 점령하였다. 5일간 계속된 전투에서 일본군은 무수한 사상자와 말·무기를 버리고 패퇴하였다.
첫 한·중연합전투에서 연합군은 상당한 전과를 올렸으며, 많은 전리품을 노획하였고, 유대가 한층 공고해졌다.
4~5월경에 최윤구崔允龜.조화선趙化善은 이춘윤과 신빈현 노성老城 전투에서 일.만군 80여 명을 전멸시켯다.
최윤구.조화선.이춘윤과 2일간에 일 만군과 영릉가에서 전투 교전 하였다.
그리고 군사상의 전략 전술로서 일 군 日 軍의 군사력의 타격을 위해 국내 진공을 멈추지 않았다. 조선혁명군 박대호朴大虎.최창강(崔允龜)은 관전현.집안일대에서 국경선을 넘나들면서 초소와 군사거점을 습격 하였다. 통계에 의하면 1932년에 조선혁명군은 국내 진공작전을 모두16차례이며 참가한 인원은 101명에 달했다. 6)
*조선혁명군 편성*
이 무렵 조선혁명군에서는 조직을 개편하였다. 총사령부 아래 5개 사령부를 두었다.
총사령 양세봉 참모장 김학규 제1로사령 박대호. 제2로사령 한검추(崔鉉秋). 제3로사령 조화선. 제4로사령 최윤구. 제5로사령 정광배 이 였다. 새로 편성한 각 로군은 통화.유하.환인.즙안.등 각각 떠나 의용군과 연락을 갖고 전면적인 반일합작을 쟁취 하여 나갔다.
이때 제4로군 (第四路軍) 최윤구 사령(司令)은 제3로군(第三路軍)조화선 사령(司令)과 연합하여 심해선(瀋海線)과 길해선(吉海線) 철도 연선지역(沿線地域)을 중심으로 활동하였다.
*중국의용군 편성*
1932년 4월 20일 중국의용군 당취오(唐聚五), 왕육문(王育文), 손수암(孫秀岩), 장종주(張宗周), 이춘윤(李春潤), 왕봉각(王鳳閣), 서대산(徐大山) 등이 항인성에 청천백일기(青天白日旗)를 높이 들고 요녕구국회(遼寧救國會)를 결성하여 항일전을 계획하였다. 동 구국회도 정치·군사 양 위원회를 두고 상무위원회 위원장 겸 정치위원회 위원장은 왕육문이, 군사위원회 위원장 겸 요녕 민중자위군 총사령에는 당취오가 선임되었다.
반만항일무장군인 요녕민중자위군은 총사령부 아래 52개로 사령부를 두어 환인, 통화(通化), 신빈, 즙안(輯安), 임강, 유하, 본계(本溪), 휘남(輝南), 해룡(海龍), 동풍(東豊), 서풍(西豊), 안동(安東), 봉성(鳳城), 청원(淸原), 동강(蒙江), 장백, 안도, 금천(錦泉), 반석, 서안(西安), 관전, 개원(開原) 등 20여 현을 관장하며 20만 대군을 거느리는 재만 제1의 항일군단이었다.
조선혁명당에서는 이들과 연합전선 구축을 계획하고 당·군대표에 김학규를 선임하여 구국회에 파견하였다. 김학규는 환인성으로 가서 왕육문·당취오와 협상하여 한·중연합전선을 결성하는 데 합의하였다.
이 합의에 따라 자위군 내에 특수임무를 담당하는 특무대사령부와 선전임무를 담당하는 선전대대를 설치하고, 이 두 가지를 조선혁명군이 담당하였다. 특무대사령부를 통화성(通化城)에 두고 양세봉이 사령관에 선임되었으며, 김광옥(金光玉)이 선전대대장이 되었다. 또한 구국회 선전부 내에 한인선전과를 두어 한글간행물과 신문 『합작(合作)』을 발간하였다.
특무대사령부는 8개 특무대를 두고 만주 각지와 국내에 특무공작을 전개하였으며, 전투에서는 선봉부대로 활동하였다. 두 차례의 신빈보위전을 전후하여 중조연합군은 상술한 전투성과 외에도 또한 각로 자위군에 편입된 조선특무대와 소속된 각 부 자위군과의 연합작전도 있다. 
예를 들면 최윤구 부의 500명은 자위군 6로, 11로와 함께 청원지대에서 괴뢰군 600여 명
과 10여 일간 격전을 벌여 적 괴뢰장병 80여 명을 살상하고 적들을 격퇴시켰다. 김
광옥부 400여 명은 자위군 16 와 함께 집안, 임강지대에서 일본 괴뢰군 5,000여 명과
```
《李春潤抗日殉國紀實》.이청천, 《朝鮮革命軍在東北的抗日戰線》.國史館論叢 第44輯 참조
```

대결하여 30여 일간 격전을 벌인 끝에 적들을 섬멸하였다. 文英燦부는 자위군 제5로
와 함께 환인 大野河 지대에서 괴뢰군 약 5,000명과 대결하여 반달동안 싸워 적들을
격퇴시켰다. 이와 같은 사실이 많다. 
얼마 후, 7월 하순에 최윤구, 조화선은 2영을 인솔하여 자위군 1부와 함께 통화 快大茂子에서 적 80여 명을 격사하였다.
동년 8월 7일, 조화선 특무대 300여 명과 自衛軍 800여 명이 淸原縣 馬山衛子에서
일본군(500여 명)과 부딪쳤다. 치열한 전투를 거쳐 적들을 격퇴하였다. 적들의 死傷
이 매우 엄중하였다(죽은 자 36명, 상한 자가 퍽 많았었다)
대원의 충원을 위하여 통화 강전자(江甸子)에 조선혁명군속성군관학교(朝鮮革命軍速成軍官學校)를 설치 운영하였는데, 2천 명이 교육을 받았다. 각 특무대 소관 지역 내에 노농강습소(勞農講習所)를 개설하여 한국의 농촌청년에게 군사훈련을 실시하였다. 약 5만 명이 수강한 강습소생은 혁명군의 후비병력(後備兵力)이었으며, 2천 명의 군관학교 수료생은 혁명군의 후보군관이있다.7)
통화회의 그 역사적 의의
1932년 8월 요령구국회와 요령민중자위군을 기초로 요령성정부가 재조직되었는데 당취오가 대리주석 겸 동북민중항일구국 의용군 제3방면 총지휘 요령민중자위군 총사령으로 임명되었다.
1932년8월 9일부터 14일 통화사범학교 강당에서 당취오의 주최하에 5일간 일본통치구역에 새로운 주요 의제로 토론하였다.원 21개 로군과 후에 편성한 제37로군 사령관은 모두 소장급 군관으로 임명되었다. 왕동헌.양휘부와 양세봉도 소장급 군관으로 임명되었다.
당취오는 정식으로 양세봉을 특무대 사령관으로 박대호.한검추.조화선.최윤구.정광배를 지대(支隊.여장)사령관으로 위임하였는데 이는 각 로군의 여장에 해당된다.
요령성정부가 성립되었다는 소식을 듣고 당황해진 일본침략군은 비행기로 동변도 여러 현(縣)에 삐라를 살포했고 포상금을 내걸고 항일장령들을 체포하려고 날뛰었다. 
체포령에는 양세봉을 체포하는자에게는 상금2만원을 주고 박대호.한검추.조화선.최윤구.정광배등을 체포하는자에게는 상금1만원을 준다고 선포 하였다.이에 증언한 사람은 은진상.홍락원 1985년5월에 기록한 내용이다.
요령성정부의 성립은 국내외에 큰 방향을 불러일으켰다. 관내 <<흑백반월담>>(黑白半月谈) <<>> <<간보>> (艮报) 등 많은 장령들에 사적을 실었다.

#### 1933년흥경성 전투
1933년 5월 8일 일본군과 만주군 1천 5백 명이 다시 영릉가를 공략해오자 연합군은 이를 역습하여 2일간의 격전 끝에 이를 격퇴시켰으나 연합군의 각 부대가 여러 곳에 분산되어 부득이 후퇴하고 말았다. 일본군은 다시 임강, 환인, 신빈, 유하, 휘남 지방을 공격하였으며, 중국군의 본거지인 통화로도 진격해 왔다. 중국군은 무기의 부족과 훈련의 미숙으로 일본군에게 대항하지 못하고 격전 수 일 만에 통화를 버리고 몽강의 산림지대로 후퇴하고 말았다. 
수차에 걸쳐 승리한 일본군은 6월 15일 대부대를 동원하여 양대령(楊臺嶺)을 넘어서 흥경, 청원 등지로 공격해왔다. 이에 혁명군 1천 명은 양세봉 총사령관의 지휘 하에 청원에서 수비하고, 중국군은 1만의 병력으로 흥경을 사수하도록 작전을 세웠다. 혁명군은 일본군에 기습 돌격작전을 감행하여 적군을 대량 소탕하였으나 일본군 비행기가 공중에서 폭격을 하는 데는 대처할 방법이 없었다. 이해천(李海天), 김일룡(金一龍), 박석원(朴錫源) 등 30여 명이 전사하였으며, 수백 명의 비전투원이 희생되었다. 흥경을 사수하던 중국군마저 패전함으로써 조선혁명군은 부득이 남산성(南山城)으로 후퇴하였다. 8)

#### 석인구 전투
7월 7일 일본군은 또 다시 영릉가 석인구(石人溝)의 조선혁명군 사령부를 공격해왔다. 혁명군은 양세봉 총사령관의 영웅적 독전과 제3로군 조화선부대의 응원으로 일군 40여 명을 사살하고 중포 1문, 경기관총 3정, 소총 80여 정을 노획하였다. 7월 중순에는 한중연합군이 무순현 노구대(老溝臺)를 점령하고 있던 일본군 1개 연대를 공격하였다. 2일간에 걸친 격전으로 일본군을 제압하였다.

### 특히 항전(抗戰)을 연합했던 간부 요령민중 자위군 군제 및 각 로군(路軍)에 (생.몰년도) 대한 상황(참조)
조선혁명군 항일 장령명단과  나이 및  직책
한국인 애국지사 *양세봉 (1894~6-1934)총사령 /*양기하 고문 (1878 ~ 1931~2) *박대호 (1890-1947 )부사령 / *최윤구 (1885-1940~2 ) 특무대장 제2사 師長 / *조화선 (1892- ?~1942 )특무대장.제3사 司令 / *김학규 (1900-1967 )참모장 / *김두칠 (1893-1946 ) 참모장 겸 외교부장 / *고이허 (1902~?-1937 )국민부 중앙집행위원장 / *장명도(1904-1935-7) 제3사 司令.제6중대장 / *김경근 (1885- ? )정의부소대장.제3사대리 司令 /  김두칠선생은 1937년에 일제의 눈을 피하기 위해 사망 신고를 미리했다고 합니다.

요령항일민중 자위군 나이 군제 및 장령명단 각로군 직책
총사령 唐聚五(당취오) 부총사령 張宗周(장종주)
중국인 열사 *왕동헌 (1873-1952)(제10로군司令) *당취오 (1898-1939)(제1로군司令겸총사령) *이춘윤(1901-1933)(제6로군司令) *왕봉각 (1895-1937)(제19로군司令) *등철매 (1892-1934)(제20로군司令) *장종주 (1882-1940)(제5로군司令겸부총사령) *양희부.양석복 (1896-1936)(제11로군司令)손수암(孫秀岩)(제16로군司令)곽경산(郭景珊)(제7로군司令)통화주둔★왕동헌(本名왕자신)선생은 한국사람은 모두 혁명지사이고 영웅호걸이다 라고 했습니다.

#### 통화현 전투
그 후 일본군 1개 대대가 통화현에 주둔하고 있던 제4로군의 최윤구부대를 습격하자 제4로군은 제3로군의 응원으로 적을 격퇴했는데, 적은 80여 명의 희생자를 내고 도주하였다. 그러나 우세한 병력과 화력을 지닌 일본군의 공격은 집요하였다. 끊임없이 아군을 공격하였으며, 더욱이 항공기의 공격은 아군을 궁지에 몰아넣었다.
한중연합군의 병력은 일당백의 사기와 전투 경력을 지녔지만 화력의 열세와 항공기를 지니지 못한 약점으로 적을 제압하기 어려웠다. 사방으로 포위망을 압축하며 집요하게 공격하는 일본군과의 교전에서 점차 열세에 몰리게 되었으며, 시간이 지날수록 연합군의 사기는 저하되기만 했다.
적들은 만주국 봉천 경비대 사령부에서 요동 지역의 항일 무장 세력 지도부를 잡기 위해 대자보를 붙이고 현상금을 내걸었다. 왕봉각(중국인)양세봉은 2만원 박대호.최윤구.조화선.한검추는 1만원의 현상금을 내걸기도 했다. 9)

### 양세봉의 피살 전.후 조선혁명당-국민부-조선혁명군 편성
1934년 9월 일본군의 밀정으로 있는 박창해(朴昌海)라는 자가 평소 양세봉 총사령관과 친분이 있던 중국인 왕씨라는 자를 매수하여 중국군 사령관이 양세봉을 만나 군사문제를 협의하기를 요청한다고 유인하게 하였다. 
양세봉 총사령관은 왕씨의 전갈을 받고 자 부관 김광욱(金光旭)과 김성해(金星海), 최창해(崔蒼海), 김추상(金秋霜) 등 4명의 대원을 데리고 왕씨를 따라갔다. 일행이 대랍자구(大拉子溝)로 가는 도중 돌연 좌우 수수밭에서 위장한 수십 명의 일본군이 뛰어 나와 일행을 포위하였다. 
이때 왕씨는 태도를 일변하여 양세봉의 가슴에 총을 겨누고 “나는 지난 날의 왕모가 아니다. 이 총알을 받지 아니하려거든 일본군에 항복하라”고 소리쳤다. 양세봉(본명:梁瑞鳳) 총사령관은 만사가 마지막이라 각오하고 왕씨의 행동을 꾸짖었고, 일본군은 양세봉과 그 일행을 사살하였다. 
그 지점은 환인현 4구 소황구에서 1934년 9월 18일 밤 11시쯤(일설 9월 19일)이었다. 양세봉은 총 2발을 맞고 쓰러졌다. 같이 간 부하들이 들것에 싣고 가까운 동포집에 옮겨 정성스레 간호하였으나 워낙 상처가 깊어 회복하지 못하고 9월 20일 오후 1시 6분(음력 8월 12일)조용히 눈을 감았다. 때는 추석 날 며칠 앞두고 (양력 9월 23일, 음력 8월 15일) 비통하게 순국하였다. 약 15년 간을 풍찬노숙하며 일제와 맞서 싸우다 희생되고 말았던 것이다. 10)
양세봉 장례식 그후 일본경찰들에 만행과 순국한 김도선(金道善) 노인
장례식은 한주일(7일장)을 치루고 국민부.조선혁명당.군 각 로(路)의 간부들이 모여서 추도회를 하였다.
추도회 참석한 사람은 다음과 같다. 장명도.양인원.전대성.고이허(최용성).김활석(문무경).윤일파.홍심원.이동산.박대호.최윤구.김두칠.김진방(김동산).조화선(장화선).김윤걸.정광배.김해산.산림대 지도자 천량(天良)등이다.
양세봉의 시체를 흥경현 흑구산성 기슭에다 평장으로 안장 하였는데 안장한지 얼마되지 안았는데 일본경찰들이 김도선(金道善)의 집으로 찾아와 양세봉 시체를 어디다 묻었는가?
입을 열지 않자 마을사람 70여 명을 앞세워 말을 안하면 전부 총살 시키겠다고 로계봉 촌장(툰장)을 협박하여 결국 산에 올라가 양세봉 시체를 가져다놓고 입을 열지 않았던 김도선에게 작두로 목을 자르라 호령졌다. 이때 김도선은 양세봉은 우리 수령이다. 백성으로써 수령의 목을 어떻게 자를수 있단 말인가 나는 못한다 말이 떨어지자 일본경찰은 김도선 앞가슴에 총을 쏘았다. 그러나 정신만 돌개되니 김도선은 욕을 하며 완전히 죽여달라 하니 한발을 더 쏘아 사살 되었다. 결국 양세봉의 머리(수급)를 자기들이 작두로 잘라 가고 촌장 로계봉도 총살 하였다 한다. 머리를 들고가 통화.산성진 등지에서 효시(梟示뭇사람에게 보라는 뜻)하였다. 그후 양세봉의 몸시신은 북한에서 가져가 애국열사능에 모셔졌고 중국 왕청문 조선학교 운동장 한편에 1995년 조각상을 세웠으나 조선학교가 한족에게 매매되어 조선족인 뜻있는 분이 자기 토지를 내주어 그자리로 옮겨져 동상이 서있게 되었다.
양세봉 순국 전 · 후 무렵의 조선혁명당과 국민부. 조선혁명군의 편제와 주요 간부 명단을 살표보면 다음과 같다.
새로 발견된 자료로 조선총독부 경무국에서 1934년12월에 정리한 비밀(秘密)자료 ≪국외 조선인 불온단체 분포도≫의 내용을 정리한 것을 기록보존 차원에서 소개코져 한다. 사실 1938년 9월 까지는 민족주의 계열 독립군 이었다.
다음 간부 명단을 보면은 조선혁명당.군과 중앙집행위원이 겹침을 알수있다. 흥경현.왕청문을 조선혁명군.당.국민부의 본부 근거지를 두었다.(즉 수도.(서울 이라는 뜻으로 동포들은 인식했다.)

### 조선혁명당
[집행위원]
·위원장: 고이허 玄海
·위원: 김활석 金鐸.文彬.文武卿.傳价- 윤일파. 안광선 安光善.安松.元尙勳
김두칠 金雲亭.최석용 崔錫峰.韓劍秋 박대호 朴大浩.靑菴 조화선 秋岳 김학규 金東耳

### 국민부
[중앙자치위원회]
·위원장 김동산 鎭邦
·위원: 김두칠. 안광선.유일선 柳一善.김세호 金世浩. 김은진 金殷鎭.琴南
[행정집행위원회]
·총무부장: 김동산
·지방부장: 안광선
·재무부장: 유일선
·교양부장: 김세호
·공안부장: 김두칠
[통화지방 집행위원회]
·위원장: 김상규 金相奎.文秋
[집안지방 집행위원회]
·위원장: 황국선 黃國善
[환인지방 집행위원회]
·위원장: 박종수 朴宗洙
[관전지방 집행위원회]
·위원장: 오단은 吳丹殷

### 조선혁명군
[군사위원회]
·위원장: 김활석
·위원: 윤일파.고이허.김두칠.장명도.김득해 金得海.최석용.최윤구 崔允龜.김학규.조화선.박대호.이영걸.김경근 金敬根
·상임위원: 김활석.윤일파
[군정부]
·부장: 김활석
·비서장: 김성대 金聲大.明菴
·재무국장: 김해산 金海山.聲秋
[총사령부]
·총사령장: 김활석
·부관: 김광욱 金光旭.友民
·총참모장: 윤일파
·비서장: 최시오 崔時五
·훈련국장: 김윤걸
·군수국장: 미상 국원 局員. 김영오 金永五
[별동중대]
·대장: 정재명 鄭在明.春江
·소대장: 이용삼 李龍三
·부사 副士: 김치화 金致化
·참사 參士: 백남빈 白南彬. 이철 李哲

### [제1방면 사령부]
·봉성 鳳城 · 관전·집안·통·임강·무송 撫松·장백 각현 관할
·사령장: 최석용.부관 전익은 田益殷. 군수국장 이인근 李仁根
·제1중대(대원 80명): 대장 김경근 金石崗.부관 이덕여 李德汝.如松. 소대장 정봉길 鄭奉吉. 문내찬 文迺贊
·제2중대(대원 80명): 대장 조화선. 부관 박동근 朴東根. 소대장 최응선 崔應善. 김창화 金昌和. 참사 이동백 李東伯.一鳳
·제3중대(대원 70명): 대장 이영걸. 부관 김상호 金相浩. 소대장 이영조 李永祚 김리제 金利濟. 참사 강병룡 康炳龍. 김병룡 金炳龍

### [제2방면 사령부]
·흥경.환인.청원 淸原.유하.무순.본계 本溪.각현 관할
·사령장 박대호 朴大浩. 부관 김영해 金永海.永辰. 군수국장 하창파 河濸波
·제4중대(대원 50명): 대장 김득해 金得海.부관 김효성 金孝成.소대장 김기선 金基善
·제6중대: 대장 장명도. 부관 정응선 鄭應善. 소대장 차 남 車 南.정한식 鄭漢植
·제7중대(대원 70명): 대장 최윤구 崔允龜. 부관 김강수 金崗秀. 소대장 김광해 鳴宇
11)

### [길흑吉黑특별위원회]
·동녕현 東嶺縣 주둔
·간부 이종락 부하 10여 명
장세윤, 『양세봉–남만주 최후의 독립군 사령관』(역사공간, 2017)186~191pp

## 조선혁명군정부로 전환
양세봉 총사령관의 피살 이후 김활석(金活石)이 조선혁명군 총사령관에 후임되어 1934년 11월 11일 조선혁명군을 조선혁명군정부(朝鮮革命軍政府)라는 군사정부로 바꾸었다. 군사정부는 법무, 민사, 재무, 외교, 교양, 특무, 군사 등 7개 부서를 두었으며, 지방을 9개 군구로 나누었다. 군사부는 총사령 김활석이 부장을 겸임하였다.
김활석(본명: 金鐸) 총사령관 당시 병력은 양세봉 총사령관 때보다 훨씬 줄었다. 1935년 일본군의 추계 대토벌 작전이 시작되자 9월 조선혁명군 제1사 사령 한검추는 중국자위대 사령관 왕봉각과 집안현에서 회담을 갖고 한중항일동맹회(韓中抗日同盟會)를 조직하였다. 동맹회의 구성은 정치위원회 위원장에 고이허, 그리고 군사위원회 위원장에 왕봉각, 군대 총사령에는 한검추가 선임되였다.
1936년 조선혁명군 정부는 회의를 소집하고방면군을 취소하고 3개사로 편성하여 한검추(본명:崔錫鏞).최윤구(본명:崔鉉九) 조화선(본명:趙京福)이 각각 사령으로 임명되었다.
```
1936년 말에서 이듬해 초에 걸쳐 신원이 파악된 조선혁명군정부 주요 간부들의 출신지역과 나이·경력을 정리해보면 〈표 8〉과 같다.
```

- 〈표 8〉 조선혁명군정부 주요 간부 출신지역과 나이·경력(출신과 본명등 수정한 내용이 본문과 약간 보충하여 수정 하였습니다.)

- 직책 성명 출신지역 나이 경력 비고

- 총령 겸 군민위원장, 민사부장 김동산(본명 김진방) 충남 공주 50세

구한국 육군 참모부 근무 1921년 중국 망명,통의부 군사부원, 학교 교원 1932년 국민부 집행위원장1934년 조선혁명군정부 총령 환인현에 처, 자녀 2명 있음
- 군사위원장 겸정치부장 고이허(본명 최용성) 황해 수안 명월 35세 (나이는 부정확함)

1922년 배재학당 졸업후 망명정의부 재무부장 1930년 국민부 교양부집행위원장1932년 조선혁명군 집행위원장 관전현에처 있음 혁명군 군사부장 겸 총사령
- 김활석.문무경(본명 김탁) 경기 포천 35세 (나이는 부정확함 다른자료에서는 당시 조선일보,1935년7월13일자 45세등으로 나옴)

초등학교 졸업후 1920년 도만민족운동 단체 가입 1934년 양세봉 서거후 조선혁명군 총사령
평북 벽동에 부모 있음 혁명군 조직부장
- 박대호(본명 박상춘) 경북 청도 화양 45세

1919년 3·1운동 후 최윤구와 함께 망명 통의부 입단 1923년 의군부 참모 1932년 조선혁명군 중대장 1933년 혁명군 부사령 1935년 법무부장 관전현에 처자 및 며느리 있음
- 외교부장 겸 참모 김두칠(본명 김현제) 경북 청도 매전 42세 (1893年生이며 당시 43세이다.)

興京合成公司(정미소) 경영 1929년 국민부 흥경지방공소 경무집행위원 1935년 혁명군 외교부장
흥경현에 처자 있음
- 교육부장 윤일파(본명 윤명호) 평북 구성 41세

1928년 남경 황포군관학교 졸업 1930년 조선혁명군 제1중대장 1932년 총사령부 참모1933년 총사령부 참모장 1935년 제1사 사령 관전현에 처와 딸 있음
- 제1사 사령 한검추(본명 최석용) 평북 벽동 32세 (1903년이며 당시 33세이다.)

1928년 남경 황포군관학교 졸 1933년 조선혁명군 제1중대장 1934년 제1사 사령
처는 협화회 특별공작본부에서 이용중
- 제2사 사령 최윤구(본명 최현구) 경북 청도 운문 48세

1919년 3·1운동 후 망명,통의부 입단 1932년 조선혁명군 중대장 1935년 혁명군 제2사 연대장1936년 2사 사령 1934년에 반석현 처와 아들3 거주하고 있음
- 제3사 사령 대리 김석강(별명 김경근) 평북 원산 51세

1919년 3·1 운동 후 망명 정의부 소대장 1935년 혁명군 제1사 3대대장 1936년 혁명군 제3사 사령 대리
- 제1중대장 문무찬 황해도 27세

제1사 2중대장
- 김창화 27세

- 출처 :조선혁명군 상황에 관한건 pp789-821「滿洲に於ける中國共産黨と共産匪」, 『思想情勢視察報告集(4) pp82-83 및 최윤구 아들 최영환 및 손자 최희봉 증언을 토대로 작성 *(한국독립운동사 연구 한국독립운동사 연구소 독립기념관 제11집1997/235-236pp 참조) 12)

이때 총병력은 300여 명이었다. 그러나 일만군의 대토벌을 발동하여 귀순 자들이 속출하였다. 1937년 고이허(본명:崔龍成)이 체포되고 나서 사형에 처했다. 이무렵 혁명군 간부 한검추.윤일파 김동산등이 귀순하여 난관에 처한 조선혁명군은 결국 1937년 4월 이후 조선혁명군 총사령 김활석은 제7단장 정광호(鄭匡鎬)와 함께 만주국 안동공서(安東公署)에 체포되어 항복하고 말았다. 더욱이 조선혁명군이 너무 어렵게 되었다. 그렇다고 대일항전을 포기 할수가 없었다. 그리하여 主戰派(주전파) 박대호(朴大浩).최윤구(崔允龜)는 대원60여 명을 이끌고 양정우가 이끄는 동북항일연군에 합류하게 된다. 13)
1938년 7월 즙안현에서 2차 고급간부연석회의를 소집하여 제1로군을 3개 방면군과 제1로군 산하 한개의 경위려를 결정하였다.
여기서 양정우와 협의 하여 최윤구.박대호등은 항일연군 1군 산하에 한인독립사를 설치하여 최윤구가 사령을 맡고 박대호는 정치지도원 참모장 최기홍 참모 김금남(金琴南) 조화선 등 제1군과 연대 하여 일제와 싸워 나갔다. 1939년 일만군의 대토벌 작전이 대대적으로 펼침에 따라 항일연군에도 귀순자들이 속출하였다. 이미 일본군에 투항한 간부 정빈.최주봉.(윤하태는1940년1월에 변절한 사람이다.)등이 토벌대에 편입하여 항일연군1군 양정우부대를 추적 하면서 화전.몽강.임강.장백등 일대를 항일연군을 전멸시켜 갔다. 
그럼에도 조선혁명군 출신들이 대항하여 화전등지에서 적100여명을 섬멸한 전과도 올렸다.
[1940년2월의 토벌순보는 2월1일부터 2월10일까지 기간 양정우가 거느린 부하들이 적군 및 그 괴뢰들과 벌린 12차의 전투 상황을 기록하고있다. 이 기간의 가장 특별했던 점은 그 섣달 그믐날이 2월7일이(양력2月8日설날.음력1月1日) 였는데 이날에도 3차의 전투를 치렀다는 것이다.]
항일연군은 포위당한 상황에서 먹을것도 없고 입을 것도 없고 거기에 탄약과 식량마저 다 떨어진 상황에서도 부대원과 양정우.최윤구는 의현히 확고하게 적들과 투쟁했다. 그러나 길림성 몽강현(정우현)보안촌에서 1940년 2월15일에는 대대장 최윤구와 대원들이 전멸(전사)되고 8일후 2월23일에는 동북항일연군 제1군장 양정우도 전사되고 만다. 
1942년까지 항일연군은 전멸되어 갔다. 일부 살아 넘어간 연군은 소련으로 갔다.김일성도 1940년10월경에 소련으로 도피했다. 
조선혁명군출신 박대호등은 1943년초까지 남경에 한국광복군과 연계하여 대항할 열락을 도모하다가 박대호는 1943년 청명일에 동지들과 만나기로 약속한 날에 변절된자에 의해 일본 토벌대에 체포되었다.무송.안도감옥에 갇혀있다 해방되어 나왔으나 고문 후유증으로 1947년에 사망하였다.(동북항일연군은 중국 정규군 공산당계열이며 북한이 주장하는 조선인민혁명군과는 아무런 관계가 없습니다.) 14)
출처:김일성 1912-1945 하권 역정과 결전 (유순호.2020) 426.427.768면--------
조선혁명군 마지막 총사령 김활석(金活石)일명 문무경(文武卿) 등 및 조선혁명정부 간부 대다수는 1937년 4월 일제에 귀순하고, 휘하 4백명이 무장을 해제하였다. 조선혁명군은 이때 사실상 궤멸된 것으로 보아야 할 것이다.
- 國境凱歌, 廿年の抗日を捨て文武卿歸順, 配下四百名も武裝を解除, 朝鮮革命軍潰滅す 경성일보(京城日報) 1937년 4월 16일 7면 4단

## 같이 보기
| - 국민부 - 조선혁명당 (1929년) | - 한국독립당 (1930년) - 만주 - 한국독립군 |

## 참고자료
틀:참고자료
- 장세윤(張世胤), 국민부(國民府) 연구(硏究) - 성립 및 헌장, 자치활동을 중심으로 - 『한국독립운동사연구』 12집 (독립기념관 한국독립운동사연구소, 1998년) pp.83-124
- 장세윤(張世胤), 한국독립군(韓國獨立軍)의 항일무장투쟁(抗日武裝鬪爭) 연구(硏究) 『한국독립운동사연구』3집, (독립기념관 한국독립운동사연구소, 1989년)

1. ↑  한민족독립운동사 4권 독립전쟁 > Ⅲ. 한중연합과 대일항전 > 3. 한중연합군의 항일전과 독립군의 수난 > 1) 한국독립군과 조선혁명군의 편성 (국사편찬위원회, 1988년 12월 30일), 한국사데이터베이스
2. ↑  독립운동사자료집 10 : 독립군전투사자료집 / 대한민국임시정부 조직에 관한 문서 속보의 건 / 대정 8년 4월 25일 / 불령선인의 행동 (독립유공자사업기금운용위원회, 1976) pp.599~600 : 공훈전자사료관
3. ↑  합의사항:중국과 한국 양국의 군민은 절실히 연합하여 일치항전하고, 인력과 물력(物力)은 서로 통용하며, 합작의 원칙 하에 국적에 관계없이 그 능력에 따라 항일공작을 나누어 맡는다.